# بوبروونگکی (استان سیلسیان)
بوبروونگکی (به لهستانی:  Bobrowniki) یک روستا در لهستان است که در گمینا بوبروونگکی (استان سیلسیان) واقع شده‌است. بوبروونگکی ۲٬۹۲۶ نفر جمعیت دارد.